# ノヴァエネルギー
株式会社ノヴァエネルギー（英: NOVA ENERGY Co.LTD.）は、兵庫県神戸市に本社を置くベンチャー企業。海流・潮力発電や、河川を利用した水力発電に使用するタービンの開発を行う。

## 事業
世界初の、自在継手を応用した「マグロタービン」と呼ばれるプロペラ付きタービンを開発。2010年6月29日より、淡路島沖の明石海峡で潮力発電の実験が行われた。本事業は、環境省の平成22年度地球温暖化対策技術開発委託事業に採択されている。今後は2011年春をめどに、明石海峡大橋の橋脚に出力300kW相当のタービンを設置し、同橋のライトアップ用電力を賄う計画がある。同装置は、潮汐力だけではなく海流や河川を利用した発電への応用が考えられる。